# Beverley Knight

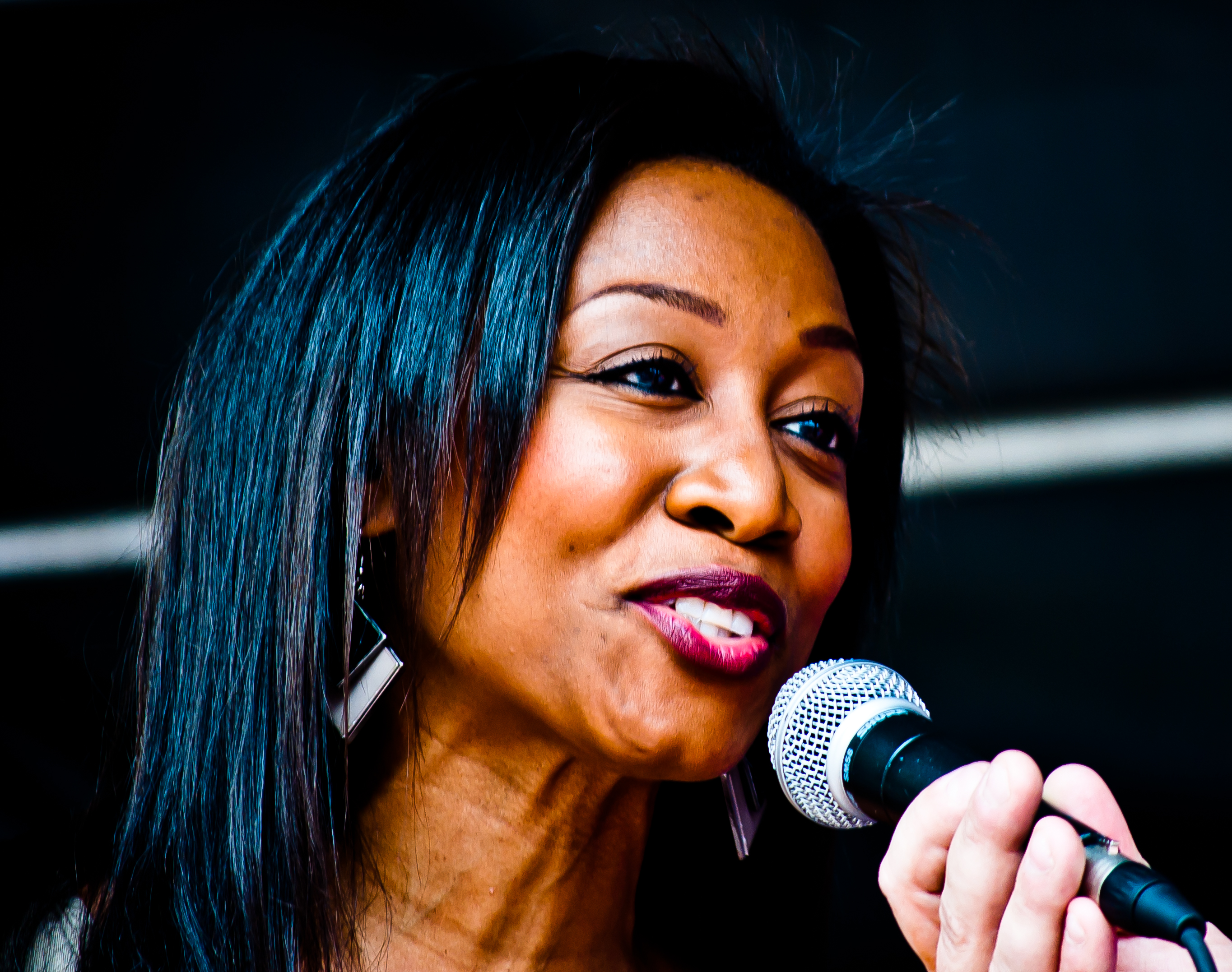
Beverley Knight

Beverley Knight (ur. 22 marca 1973) – brytyjska piosenkarka muzyki soul i R&B, autorka tekstów i producentka muzyczna.
Na rynku fonograficznych zadebiutowała w 1995. Od 15 lipca 2016 do 7 stycznia 2017 grała główną rolę w musicalu The Bodyguard: The Musical w londyńskim Dominion Theatre.